# Bernardo da Cruz
Bernardo da Cruz, O.P. (Braga, cerca de 1505 - Carvoeiro, 22 de abril de 1565) foi um frei dominicano e prelado português da Igreja Católica, Bispo de São Tomé, presidente da Mesa da Consciência e Ordens e reitor da Universidade de Coimbra.

## Biografia inicial
Nascido na jurisdição da Arquidiocese de Braga em cerca de 1505, provavelmente fez seus votos solenes na Ordem dos Pregadores em 1527, no Convento de São Domingos de Lisboa.
Neste Convento, foi mestre dos noviços e depois, foi mandado a Roma a negócios pelo rei Dom João III. Estando nos Estados Pontifícios, foi ainda vigário no Mosteiro de Nápoles. Não se sabe sobre sua formação, mas era tido como culto e letrado.

## Bispado
Quando regressou a Portugal, o rei Dom João III apresentou seu nome à Santa Sé como bispo de São Tomé em 3 de agosto de 1540 quando contava com trinta e cinco anos, sendo que o Papa Paulo III confirmou seu nome em consistório secreto de 24 de setembro do mesmo ano.
Não há informações sobre sua ordenação episcopal, mas em 28 de abril de 1541, foi nomeado como reitor da Universidade de Coimbra, em substituição a Dom Agostinho Ribeiro, então nomeado bispo de Lamego. Tomou posse do cargo em 18 de maio daquele ano.
Foi também nomeado pelo cardeal-infante Dom Henrique de Portugal como comissário do Santo Ofício para o tribunal recém estabelecido de Coimbra, em 15 de outubro do mesmo ano, sendo seu primeiro inquisidor. Foi também o primeiro de vários reitores da Universidade de Coimbra a estar ligado ao Tribunal do Santo Ofício.
Em que pese que em sua solicitação de provimento da Sé de São Tomé Dom João III tivesse solicitado ao Papa que obrigasse o frei Bernardo a viajar para a ilha, ele nunca foi para a Sé. 
Por conta dessa ausência de um bispo na Sé, foi nomeado um bispo-auxiliar, Dom Frei João Batista, O.P., que acabou por ir para São Tomé como bispo-titular de Utica, em 11 de setembro de 1542.
Em 5 de novembro de 1543, foi substituído como reitor da Universidade de Coimbra por Dom Diogo de Murça, O.S.H., pois provavelmente nesta época, foi nomeado como seu reformador. Sabe-se que em 1547 era o esmoler de Dom João III.
Foi, também, presidente da Mesa da Consciência e Ordens, em Lisboa.

## Final de vida
Por conta destes ofícios, acaba por resignar-se da Sé de São Tomé em 28 de abril de 1553, mantendo seu título. Assim, foi-lhe encomendado os mosteiros de Tibães e de Santa Maria de Carvoeiro, este onde passou a viver.
Morreu em Carvoeiro, no dia de Páscoa de 1565. Foi, até hoje, o único frei dominicano a ascender ao cargo de reitor da Universidade de Coimbra.